# 奇托德
奇托德（Chithode），是印度泰米尔纳德邦Erode县的一个城镇。总人口7695（2001年）。

## 人口
该地2001年总人口7695人，其中男性3912人，女性3783人；0—6岁人口628人，其中男334人，女294人；识字率69.64%，其中男性为78.45%，女性为60.53%。